# Navigator web
Un navigator sau un browser (numit și navigator Internet, browser web, navigator web sau explorator web; „browser” este un cuvânt englez care se pronunță /'brau.zər/, v. AFI) este un software (program) ce permite utilizatorilor să afișeze text, grafică, video, muzică și alte informații situate pe o pagină din World Wide Web, dar și să comunice cu furnizorul de informații și chiar și ei între ei. O altă definiție: prin browser se înțelege un program de „navigare” (virtuală) în internet. De aceea, în loc de cuvântul „browser” se poate folosi și termenul general „navigator” (a nu se confunda cu aplicația browser a companiei Netscape, numit tot „Navigator”, acum învechit și nefolosit).
Unele dintre cele mai cunoscute aplicații navigator sunt Microsoft Internet Explorer, Mozilla Firefox, Apple Safari, Google Chrome, Mozilla Camino, Opera Software -  Opera, Nintendo DS browser și  Flock.

Cele mai utilizate programe browser după țări, cf. StatCounter:
Google Chrome
Firefox
Safari
UC
Iron
Internet Explorer
Opera
Android
Phantom
Fără informații

     Google Chrome
     Firefox
     Safari
     UC
     Iron
     Internet Explorer
     Opera
     Android
     Phantom
     Fără informații
| Statistică a utilizării navigatoarelor pe PC-uri, septembrie 2015 | Statistică a utilizării navigatoarelor pe PC-uri, septembrie 2015 | Statistică a utilizării navigatoarelor pe PC-uri, septembrie 2015 | Statistică a utilizării navigatoarelor pe PC-uri, septembrie 2015 | Statistică a utilizării navigatoarelor pe PC-uri, septembrie 2015 |
| ----------------------------------------------------------------- | ----------------------------------------------------------------- | ----------------------------------------------------------------- | ----------------------------------------------------------------- | ----------------------------------------------------------------- |
|                                                                   |                                                                   |                                                                   |                                                                   |                                                                   |
| Internet Explorer                                                 | Internet Explorer                                                 |                                                                   | 51.59%                                                            | 51.59%                                                            |
| Chrome                                                            | Chrome                                                            |                                                                   | 29.86%                                                            | 29.86%                                                            |
| Firefox                                                           | Firefox                                                           |                                                                   | 11.46%                                                            | 11.46%                                                            |
| Safari                                                            | Safari                                                            |                                                                   | 5.08%                                                             | 5.08%                                                             |
| Opera_(navigator_web)                                             | Opera_(navigator_web)                                             |                                                                   | 1.34%                                                             | 1.34%                                                             |
| Altele                                                            | Altele                                                            |                                                                   | 0.33%                                                             | 0.33%                                                             |
|                                                                   |                                                                   |                                                                   |                                                                   |                                                                   |

## Scurt istoric
Istoria browserelor web începe în 1991, când o varietate de tehnologii i-au permis lui Tim Berners-Lee să pună fundația primului browser web. Conceptul de hyperlink fusese deja introdus de Ted Nelson și Douglas Engelbart cu mult înainte de Tim Berners-Lee și de CERN.
Apariția primelor browsere grafice precum NSCA Mosaic au dus la o explozie a noii tehnologii. Marc Andreessen, liderul echipei Mosaic de la NSCA, și-a format rapid propria companie numită Netscape care a adus pe piață browserul Netscape Navigator în anul 1994. Acesta a devenit în scurt timp cel mai popular browser din lume, ajungând să fie folosit pe web în proporție de peste 90 %.
Reacția firmei Microsoft nu a întârziat, și a constat în browserul Internet Explorer în anul 1995, inițiind ceea ce azi se numește "primul război al browserelor". Prin includerea implicită a browserului în sistemul de operare Windows, Microsoft a ajuns să controleze în anul 2002 95 % din piața browserelor. În aprilie 2010, potrivit datelor Net Applicațion, Internet Explorer deținea încă 60 % din piață.
Browserul Opera a apărut în 1996, și a atins o cotă de 2 % a pieței în aprilie 2010.. Este un browser foarte popular în piața telefoanelor mobile, fiind preinstalat pe mai mult de 40 de milioane de telefoane mobile. Este de asemenea disponibil într-un număr de dispozitive înglobate (embedded), inclusiv consola de jocuri Nintendo Wii.
În 1998 Netscape a lansat ceea ce avea să devină Fundația Mozilla, într-un efort de a aduce pe piață un browser de tip open source. Browserul se va materializa în cele din urmă în browserul Firefox. În aprilie 2010 Firefox avea o cotă de piață de 25 %.
Apple Safari este browserul principal folosit în dispozitivele firmei Apple, și avea o piață de sub 5 % în aprilie 2010. Este un browser bazat pe WebKit.
Cel mai nou participant pe piața browserelor este Google Chrome, cu o piață de 7 % în aprilie 2010. Acest browser este bazat tot pe WebKit.

## Microsoft preia conducerea
În 1996, Netscape Navigator avea 86 % dominație pe piața web browserelor. Alte 10 % erau deținute de Microsoft. Deoarece majoritatea oamenilor aveau ca sistem de operare Microsoft Windows, Microsoft a decis ca o dată ce este cumpărat sistemul de operare, acesta să vină deja echipat cu Internet Explorer, navigator web Microsoft. Netscape Navigator a început să scadă în popularitate, deoarece oamenii, cumpărând Windows, primeau și o versiune gratuită a lui Internet Explorer. Astfel, după ce Netscape a decăzut extrem de mult, compania care l-a produs, adică Netscape Communications, au hotărât să ofere codul sursă. Astfel a luat naștere mult lăudatul Firefox, creat de Mozilla.

## Protocoale și standarde
Navigatoarele web funcționează pe baza anumitor protocoale, care îl leagă pe utilizator de paginile web stocate (definite) pe servere web specializate. Cele mai des folosite protocoale web sunt HTTP, HTTPS și FTP.
Un navigator este alcătuit dintr-un set de programe care permite afișarea și manevrarea informațiilor bazate pe text, imagini și sunet precum și rularea unor programe pe care siturile web și documentele le pot include (applet-uri, scripturi). Fiecare navigator are o casetă de text unde utilizatorul poate introduce adresa documentului sau a sitului dorit, adresă care este unică pe lume (univocă), numită (Uniform Resource Locator sau URL). În cazul în care utilizatorul nu cunoaște adresa exactă , el poate introduce drept "cheie de căutare" o porțiune mică de text specific pe care documentul ar trebui să îl conțină. Navigatorul transmite acest text unor aplicații speciale din web numite motoare de căutare. Acestea caută în multitudinea de documente sau situri respectivul text, oferind apoi ca rezultat o listă de adrese care conțin textul căutat. Utilizatorului nu îi mai rămâne decât sa aleagă - eventual prin mai multe încercări - locația dorită. În realitate această listă de adrese poate fi uneori extrem de lungă, de ordinul sutelor de mii de linii sau chiar și mai lungă, caz în care este nevoie de o strategie de căutare mai exactă.
În general, documentele și paginile web pe care le afișează browserele sunt, la dorința autorilor lor, interconectate prin tehnologia Hipertext, care permite saltul simplu de la un document sau sit la altul, printr-o simplă apăsare pe maus.

Cronologia Navigatoarelor Web

## O comparație a celor mai utilizate navigatoare
Există mai multe astfel de programe de navigare Web, dar cele mai cunoscute sunt:
- Microsoft Internet Explorer
- Mozilla Firefox
- Opera
- Netscape Navigator
- Apple Safari
- Google Chrome
- Chromium
- Maxthon Browser
- Comodo Dragon
- Flock
- K-Meleon
- SeaMonkey
- ChromePlus
- Galeon
- Konqueror
- Firebird
- Nautilus
- Epiphany
- Links
- TOR Browser

| Perioada             | Internet Explorer | Firefox | Chrome | Safari | Opera | Netscape | Mozilla |
| -------------------- | ----------------- | ------- | ------ | ------ | ----- | -------- | ------- |
| 2010 Q4 as of Nov 23 | 58.86%            | 22.80%  | 8.79%  | 5.42%  | 2.25% | 0.68%    | 0.03%   |
| 2010 Q3              | 60.29%            | 22.93%  | 7.53%  | 5.17%  | 2.40% | 0.52%    | 0.02%   |
| 2010 Q2              | 60.01%            | 24.24%  | 7.00%  | 4.78%  | 2.33% | 0.49%    | 0.12%   |
| 2010 Q1              | 61.43%            | 24.40%  | 5.67%  | 4.55%  | 2.37% | 0.52%    | 0.15%   |
| 2009 Q4              | 63.67%            | 24.46%  | 4.04%  | 4.41%  | 2.29% | 0.32%    | 0.11%   |
| 2009 Q3              | 66.80%            | 23.06%  | 2.86%  | 4.13%  | 2.07% | 0.50%    | 0.09%   |
| 2009 Q2              | 68.06%            | 23.00%  | 2.13%  | 3.67%  | 2.05% | 0.68%    | 0.06%   |
| 2009 Q1              | 69.13%            | 22.67%  | 1.56%  | 3.58%  | 2.18% | 0.51%    | 0.06%   |
| 2008 Q4              | 71.99%            | 20.78%  | 1.16%  | 3.11%  | 2.15% | 0.41%    | 0.07%   |
| 2008 Q3              | 74.93%            | 19.07%  | 0.37%  | 2.73%  | 2.06% | 0.43%    | 0.07%   |
| 2008 Q2              | 76.24%            | 18.16%  | 0.12%  | 2.73%  | 1.97% | 0.48%    | 0.08%   |
| 2008 Q1              | 77.83%            | 16.86%  |        | 2.65%  | 1.84% | 0.41%    | 0.13%   |
| 2007 Q4              | 79.16%            | 15.84%  |        | 2.39%  | 1.78% | 0.50%    | 0.09%   |
| 2007 Q3              | 78.85%            | 14.69%  |        | 4.80%  | 0.51% | 0.76%    | 0.11%   |
| 2007 Q2              | 78.76%            | 14.92%  |        | 4.66%  | 0.46% | 0.83%    | 0.15%   |
| 2007 Q1              | 79.38%            | 14.35%  |        | 4.70%  | 0.50% | 0.77%    | 0.19%   |
| 2006 Q4              | 80.69%            | 13.50%  |        | 4.06%  | 0.56% | 0.86%    | 0.23%   |
| 2006 Q3              | 82.88%            | 11.89%  |        | 3.30%  | 0.62% | 0.88%    | 0.26%   |
| 2006 Q2              | 84.03%            | 10.67%  |        | 3.25%  | 0.57% | 0.98%    | 0.32%   |
| 2006 Q1              | 85.01%            | 9.77%   |        | 3.10%  | 0.53% | 1.09%    | 0.36%   |
| 2005 Q4              | 85.88%            | 9.00%   |        | 2.80%  | 0.54% | 1.25%    | 0.43%   |
| 2005 Q3              | 86.74%            | 7.97%   |        | 2.24%  | 0.55% | 1.92%    | 0.48%   |
| 2005 Q2              | 87.24%            | 8.08%   |        | 1.89%  | 0.52% | 1.62%    | 0.59%   |
| 2005 Q1              | 89.02%            | 6.17%   |        | 1.70%  | 0.49% | 1.89%    | 0.67%   |
| 2004 Q4              | 91.35%            | 3.66%   |        | 1.50%  | 0.51% | 2.09%    | 0.80%   |
| Period               | Internet Explorer | Firefox | Chrome | Safari | Opera | Netscape | Mozilla |

### Informații generale
| Navigator         | Dezvoltat de        | Licență software                                                                                   | Layout engine |
| ----------------- | ------------------- | -------------------------------------------------------------------------------------------------- | ------------- |
| Chromium          | Google              | BSD                                                                                                | WebKit        |
| Epiphany          | GNOME               | GPL                                                                                                | WebKit        |
| Flock             | Flock Inc           | Proprietară                                                                                        | Gecko         |
| Google Chrome     | Google              | Google Chrome Terms of Service (Google Chrome's closed-source features), BSD (executabil Chromium) | WebKit        |
| Internet Explorer | Microsoft, Spyglass | Proprietară                                                                                        | Trident       |
| Konqueror         | KDE                 | GPL                                                                                                | KHTML         |
| Mozilla Firefox   | Mozilla Foundation  | MPL, MPL/GPL/LGPL tri-license                                                                      | Gecko         |
| Opera             | Opera Software      | Proprietară                                                                                        | Presto        |
| Safari            | Apple Inc.          | Proprietară (browser), GNU LGPL (WebKit)                                                           | WebKit        |
| SeaMonkey         | SeaMonkey Council   | MPL, MPL/GPL/LGPL tri-license                                                                      | Gecko         |

### Sisteme de operare
| Navigator         | Windows | Mac OS X | Linux | BSD | Alte UNIXuri |
| ----------------- | ------- | -------- | ----- | --- | ------------ |
| Chromium          | Da      | Da       | Da    | Da  | Nu           |
| Epiphany          | Nu      | Da       | Da    | Da  | Da           |
| Flock             | Da      | Da       | Da    | Da  | Nu           |
| Google Chrome     | Da      | Da       | Da    | Da  | Nu           |
| Internet Explorer | Inclus  | Nu       | Nu    | Nu  | Nu           |
| Konqueror         | Nu      | Da       | Da    | Da  | Da           |
| Mozilla Firefox   | Da      | Da       | Da    | Da  | Da           |
| Opera             | Da      | Da       | Da    | Da  | Da           |
| Safari            | Da      | Inclus   | Nu    | Nu  | Nu           |
| SeaMonkey         | Da      | Da       | Da    | Da  | Da           |

### Facilități
| Navigator         | Traducere | Corector ortografic | Auto-updater | Pop-up blocking | Ad filtering | Page zooming | Full-text history search |
| ----------------- | --------- | ------------------- | ------------ | --------------- | ------------ | ------------ | ------------------------ |
| Chromium          | Da        | Da                  | Da           | Da              | Nu           | Da           | Da                       |
| Epiphany          | Da        | Da                  | Da           | Da              | Nu           | Da           | Da                       |
| Flock             | Nu        | Nu                  | Da           | Da              | Da           | Nu           | Nu                       |
| Google Chrome     | Da        | Da                  | Da           | Da              | Nu           | Da           | Da                       |
| Internet Explorer | Da        | Nu                  | Da           | Da              | Da           | Da           | Da                       |
| Konqueror         | Da        | Da                  | Da           | Da              | Da           | Da           | Nu                       |
| Mozilla Firefox   | Da        | Da                  | Da           | Da              | Da           | Da           | Nu                       |
| Opera             | Da        | Da                  | Da           | Da              | Da           | Da           | Da                       |
| Safari            | Da        | Da                  | Da           | Da              | Nu           | Da           | Da - numai pe Mac        |
| SeaMonkey         | Nu        | Da                  | Da           | Da              | Da           | Da           | Nu                       |